# John Bellingham
John Bellingham (ur. 1776 w St Neots w Huntingdonshire, zm. 18 maja 1812 w Londynie) – angielski kupiec, który zabił premiera Wielkiej Brytanii Spencera Percevala.
Często wyjeżdżał w interesach w podróże zagraniczne. W 1800 wyjechał do Archangielska i został agentem eksportowym. W 1803 poślubił Mary Neville. W latach 1804–09 przebywał w archangielskim więzieniu pod nieprawdziwym zarzutem wysuniętym przez armatora z Londynu, według którego Bellingham odpowiadał za zaginięcie jego statku na Morzu Białym. Po odzyskaniu wolności bezskutecznie domagał się odszkodowania od rządu brytyjskiego, gdyż wydarzenia te doprowadziły go do załamania interesów i bankructwa. Dodatkowo wywarły znaczny wpływ na jego psychikę, przyczyniając się do zaistnienia potrzeby zadośćuczynienia za doznane krzywdy. 
11 maja 1812 oddał śmiertelny strzał z pistoletu w serce Spencera Percevala w holu Izby Gmin. Zamachowiec zagrodził drogę idącemu premierowi i strzelił doń z rewolweru z bliskiej odległości. Nie próbował uciekać z miejsca zdarzenia, zanim został pojmany i obezwładniony. O zorganizowanie zamachu początkowo podejrzewano luddystów oraz Irlandczyków, jednak wkrótce wyjaśniło się, że jedynym zamachowcem był niepowiązany z tymi środowiskami Bellingham, który dokonał tego czynu pod wpływem frustracji. 15 maja 1812 zakończył się jego proces, w którym został uznany za winnego. Tydzień po morderstwie zginął na szubienicy. Tłum, który zebrał się na egzekucji Bellinghama, głośno chwalił jego czyn.